# Бирмингем, Уоррен
Уоррен Аллен Бирмингем (англ. Warren Allen Birmingham; род. 22 августа 1962) — австралийский хоккеист на траве, полевой игрок. Серебряный призёр летних Олимпийских игр 1992 года, участник летних Олимпийских игр 1988 года, чемпион мира 1986 года, двукратный бронзовый призёр чемпионата мира 1990 и 1994 годов.

## Биография
Уоррен Бирмингем родился 22 августа 1962 года.
Занимался хоккеем на траве в Кораки, после чего перебрался в Перт.
Играл в хоккей на траве за Западную Австралию и Новый Южный Уэльс.
В составе сборной Австралии трижды выигрывал медали Трофея чемпионов: золотые в 1984 году в Карачи и в 1990 году в Мельбурне, серебряную в 1986 году в Карачи.
В 1986 году завоевал золотую медаль чемпионата мира в Лондоне. Забил 2 мяча.
В 1988 году вошёл в состав сборной Австралии по хоккею на траве на летних Олимпийских играх в Сеуле, занявшей 4-е место. Играл в поле, провёл 7 матчей, забил 3 мяча (два ворота сборной Кении, один — Аргентине).
В 1990 году завоевал бронзовую медаль чемпионата мира в Лахоре. Мячей не забивал.
В 1992 году вошёл в состав сборной Австралии по хоккею на траве на летних Олимпийских играх в Барселоне и завоевал серебряную медаль. Играл в поле, провёл 7 матчей, забил 3 мяча (два ворота сборной Великобритании, один — Египту). Был капитаном сборной Австралии.
В 1994 году завоевал бронзовую медаль чемпионата мира в Сиднее. Забил 1 мяч.
В 1984—1994 годах провёл за сборную Австралии 200 матчей, забил 44 мяча.
В конце 1990-х годов завершил игровую карьеру. В 2008 году в 47-летнем возрасте возобновил выступления в составе «Кораки».

## Увековечение
В 2008 году в числе первых введён в Зал хоккейной славы Австралии.